# Pine Bush (Nueva York)
Pine Bush es un lugar designado por el censo ubicado en el condado de Orange en el estado estadounidense de Nueva York. En el año 2000 tenía una población de 1,539 habitantes y una densidad poblacional de 283 personas por km². Pine Bush se encuentra ubicada dentro del pueblo de Crawford.

## Geografía
Pine Bush se encuentra ubicada en las coordenadas 41°36′32″N 74°17′55″O / 41.60889, -74.29861. Según la Oficina del Censo, la ciudad tiene un área total de 5,4 km² (2,1 mi²), de la cual 5,4 km² (2,1 mi²) es tierra y 0 km² (0 mi²) (0%) es agua.

## Demografía
Según la Oficina del Censo en 2000 los ingresos medios por hogar en la localidad eran de $47,679, y los ingresos medios por familia eran $55,815. Los hombres tenían unos ingresos medios de $38,203 frente a los $30,577 para las mujeres. La renta per cápita para la localidad era de $22,626. Alrededor del 4.5% de la población estaban por debajo del umbral de pobreza.